# 1893 en arts plastiques
| Années des arts plastiques : 1890 - 1891 - 1892 - 1893 - 1894 - 1895 - 1896    |
| Décennies des arts plastiques : 1860 - 1870 - 1880 - 1890 - 1900 - 1910 - 1920 |

Cette page concerne l'année 1893 en arts plastiques.

## Événements
- 18 février - 25 mars : ouverture à Bruxelles du dixième et dernier Salon des XX[1].
- 19 avril : Le conseil municipal de Venise décide  d'organiser une exposition biennale d'art, pour commémorer les vingt-cinq ans de mariage du roi Humbert Ier et de Marguerite de Savoie. La première « Exposition Internationale d'Art de la Cité de Venise » aura lieu en 1895,
- 1er mai-30 octobre : Exposition universelle de Chicago, dont la décoration est confiée au peintre Francis Davis Millet. Triomphe du style néoclassique aux États-Unis,
- Début de la publication de la revue littéraire et artistique flamande d'expression néerlandaise Van Nu en Straks, dont Henry van de Velde créé la typographie du titre sur la couverture. Celle-ci constitue un des premiers exemples du style Art nouveau en Belgique.
- 16 septembre - 3 novembre : ouverture du Salon de Bruxelles de 1893[2].

## Œuvres
- Butteri de Giovanni Fattori,

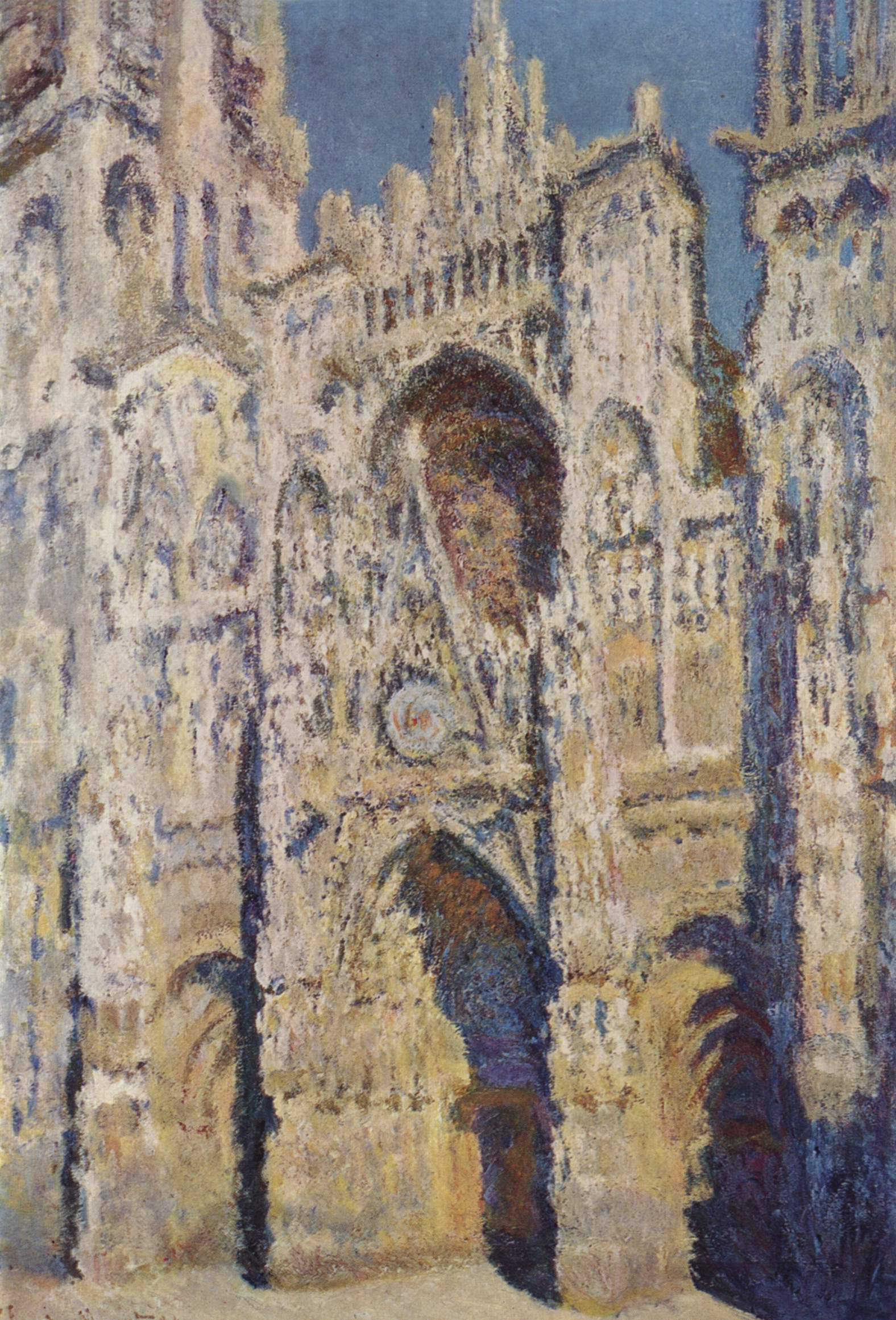
La Cathédrale de Rouen, de Claude Monet

- La Chasse au renard de Winslow Homer,
- La Tempête, tableau d'Edvard Munch,
- The Boating Party, peinture à l'huile de Mary Cassatt,
- The Banjo Lesson, de Henry Ossawa Tanner.

## Naissances
- 2 janvier : Jean Denis, peintre et aviateur français († 14 novembre 1970),
- 3 janvier :
  - Mario Bacchelli, peintre paysagiste italien († 19 octobre 1951),
  - Irène Lagut, peintre française († 4 août 1994),
- 4 janvier : Geneviève Barrier Demnati, peintre orientaliste française († 14 mars 1964),
- 7 janvier : Rolf Nesch, artiste expressionniste allemand († 27 octobre 1975),
- 9 janvier : Fernande Barrey, modèle et peintre française († 14 juillet 1960),
- 18 janvier : Léon Weissberg, peintre polonais († 11 mars 1943),
- 31 janvier : Arkadi Plastov, peintre russe puis soviétique († 12 mai 1972),
- 4 février : Anthony Angarola, peintre et professeur d'art américain († 15 août 1929),
- 8 février : Germán Cueto, peintre, sculpteur et créateur de marionnettes mexicain († 14 février 1975),
- 9 février : Maurice Mareels, peintre belge († 14 octobre 1976),
- 7 mars : Karol Šovánka, peintre et sculpteur austro-hongrois puis tchécoslovaque († 4 mai 1961),
- 11 mars : Bernard Essers, dessinateur, illustrateur, graveur, aquarelliste et peintre-verrier néerlandais († 13 mai 1945),
- 16 mars :
  - Jeanne Bergson, dessinatrice, peintre et sculptrice française († 23 octobre 1961),
  - Ami-Ferdinand Duplain, peintre et journaliste suisse († 1er décembre 1966),
  - Mawig, peintre et médecin français († 12 novembre 1972),
  - Ami-Ferdinand Duplain, peintre suisse († 1er décembre 1966)
- 22 mars : Bernard Fleetwood-Walker, peintre britannique († 30 janvier 1965),
- 27 mars : Georges Guinegault, peintre français († 26 juillet 1983),
- 29 mars : Dora Carrington, peintre et décoratrice britannique († 11 mars 1932),
- 2 avril :
  - Jean Camille Bellaigue, dessinateur publicitaire, illustrateur de livres, aquarelliste, graveur et médailleur français († 10 octobre 1931),
  - André Villeboeuf, illustrateur, peintre, aquarelliste, graveur, écrivain et décorateur de théâtre français († 23 mai 1956),
- 7 avril : Almada Negreiros, artiste portugais († 15 juillet 1970),
- 10 avril : Léon Gaudeaux, peintre français († 21 juillet 1947),
- 18 avril : Oreste Emanuelli, peintre italien († 22 octobre 1977),
- 20 avril : Joan Miró, peintre et céramiste espagnol († 25 décembre 1983),
- 26 avril : Dimitri Bouchène, peintre, créateur de décors et de costumes de théâtre, russe puis soviétique, naturalisé français († 6 février 1993),
- 2 mai : Ludwig Kasper, sculpteur autrichien († 28 août 1945),
- 5 mai : René Lala-Gaillard, peintre français († 6 janvier 1974),
- 11 mai : Raoul Hynckes, peintre néerlandais († 24 janvier 1973),
- 26 mai : Gabriel Fournier, peintre français († 13 avril 1963),
- 3 juin : Maurice Bouviolle, peintre français († 29 juin 1971),
- 6 juin : Louise Pascalis, illustratrice et peintre française († 6 août 1975),
- 9 juin :
  - Édouard Goerg, peintre, graveur et illustrateur expressionniste français († 13 avril 1969),
  - Chaïm Soutine, peintre français d'origine lituanienne († 9 août 1943),
- 18 juin : Guillaume Pujolle, peintre français († 18 décembre 1971),
- 28 juin :
  - Florence Henri, peintre suisse d'origine française († 24 juillet 1982),
  - Jean Léon, peintre français († 14 mai 1985),
- 1er juillet : Louis-Édouard Garrido, peintre français († 13 mai 1982),
- 2 juillet : Robert Prévost, peintre français († 17 août 1967),
- 8 juillet : Carmen Mondragón, peintre et poétesse mexicaine († 23 janvier 1978),
- 15 juillet : Alexandre de Spengler, peintre et graveur d'origine hollandaise († 7 janvier 1973),
- 22 juillet : Roger de la Corbière, peintre paysagiste français († 3 septembre 1974),
- 26 juillet : George Grosz, peintre allemand († 6 juillet 1959),
- 27 juillet : Pierre Drobecq, architecte, peintre, graveur, lithographe et illustrateur français († 10 mai 1944),
- 28 juillet : Dušan Adamović, peintre serbe puis yougoslave († 17 novembre 1975),
- 31 juillet : Jan Wiegers, peintre, aquarelliste, graveur, lithographe et sculpteur néerlandais († 30 novembre 1959),
- 6 août : Émile Blondel, peintre français († 1970),
- 13 août : Michał Kamieński, militaire, sculpteur et peintre polonais († 1944),
- 20 août : Godfrey Clive Miller, peintre néo-zélandais († 10 mai 1964),
- 21 août : Shōhachi Kimura, peintre, critique d’art et essayiste japonais († 18 novembre 1958),
- 22 août : Charles Perron, peintre français († 18 avril 1958),
- 28 août : Germain Raingo-Pelouse, peintre français († 25 septembre 1963),
- 1er septembre : Yasuo Kuniyoshi, peintre et dessinateur japonais († 14 mai 1953),
- 18 septembre : Frederic Marès i Deulovol, sculpteur espagnol († 16 août 1991),
- 20 septembre : Paul Surtel, peintre français († 25 mai 1985),
- 22 septembre : Émile Lahner, peintre et graveur français d'origine hongroise († 14 décembre 1980),
- 1er octobre : Marianne Brandt, peintre, photographe et designer allemand († 18 juin 1983),
- 15 octobre : Jacques Camus, peintre, graveur, aquafortiste, lithographe et illustrateur français († 1971),
- 27 octobre : Gustave Lino, peintre français († 28 août 1961),
- 30 octobre : Isidore Odorico, mosaïste et footballeur français († 27 février 1945),
- 2 novembre : Vera Ermolaeva, peintre, graphiste et illustratrice russe puis soviétique († 26 septembre 1937),
- 13 novembre : Reuven Rubin, peintre israélien originaire de Roumanie († 13 octobre 1974),
- 19 novembre : Louis Riou, peintre français († mai 1958),
- 21 novembre : Władysław Strzemiński, peintre et théoricien de l'art polonais († 28 décembre 1952),
- 25 novembre : Marthe Debes, peintre et portraitiste française († après 1953),
- 13 décembre : Stanisław Szukalski, peintre et sculpteur polonais († 19 mai 1987),
- 20 décembre : Jacques Boullaire, dessinateur, graveur et peintre français († 5 octobre 1976),
- 21 décembre : Émile Simonod, céramiste, peintre et poète français († 4 avril 1977),
- 25 décembre : Serge Ivanoff, peintre d'origine russe († 8 février 1983),
- 29 décembre : Lisa Krugell, peintre et affichiste française († 19 octobre 1977),
- 31 décembre : Konrāds Ubāns, peintre letton († 30 août 1981),
- ? :
  - André Auclair, peintre, sculpteur, céramiste et graveur français († 1976),
  - Paul Audfray, peintre français († 1957),
  - André Aaron Bilis, peintre, portraitiste et miniaturiste russe puis argentin († 1971),
  - Chen Baoyi, peintre chinois († 1945),
  - Eustachio Catalano, peintre italien († 1975),
  - Robert-André Bouroult, peintre français († 1971).

## Décès
- 21 janvier : Paul Emmanuel Peraire, peintre français (° 12 septembre 1829),
- 30 janvier : Grigori Gagarine, prince russe, officier, diplomate, mécène, peintre et Oberhofmeister à la Cour de Sa Majesté Impériale (° 11 mai 1810),
- 21 février :  Henri Guillaume Schlesinger, peintre de portrait et de genre allemand (° 6 août 1814),
- 13 mars : Louis-Nicolas Cabat, peintre et graveur français (° 6 décembre 1812),
- 12 avril : Jules Jacques Veyrassat, peintre et graveur français de l'École de Barbizon (° 2 juillet 1828),
- 16 avril : Marie Petiet, peintre portraitiste française (° 20 juillet 1854),
- 23 avril : Auguste de Pinelli, peintre académique français (° 29 juillet 1823),
- 27 avril : Louis Laurent-Atthalin, peintre aquarelliste français (° 28 avril 1818),
- 11 juin : António Carvalho da Silva Porto, peintre portugais (° 11 novembre 1850),
- 18 juin : Victor Cassien, lithographe et graveur français († 25 octobre 1808),
- 8 août : Auguste-Barthélemy Glaize, peintre d'histoire et de genre français (° 15 décembre 1807),
- 16 août : Pierre Morain, peintre de genre et de portrait français (° 20 janvier 1821),
- 17 août : John William Casilear, peintre paysagiste américain (° 25 juin 1811),
- 23 août : Michał Elwiro Andriolli, peintre, dessinateur et illustrateur polonais († 2 novembre ou 14 novembre 1836),
- 11 septembre : Adolphe Yvon, peintre français (° 30 janvier 1817),
- 6 octobre : Ford Madox Brown, peintre britannique (° 12 avril 1821),
- 10 octobre :
  - Charles Altamont Doyle, peintre britannique (° 25 mars 1832),
  - Barthélemy Menn, peintre suisse (° 20 mai 1815),
- 21 octobre : Emmanuel Lansyer, peintre français (° 19 février 1835),
- 27 octobre : Albert Racinet, illustrateur et peintre français (° 20 juillet 1825),
- 30 octobre : Karl Bodmer, peintre, illustrateur et photographe français d'origine suisse (° 6 février 1809),
- 1er novembre : Jan Matejko, peintre polonais (° 28 juin 1838),
- 2 novembre : Ferdinand Bonheur, peintre français (° 1837),
- 22 novembre : Charles-Auguste Fraikin, sculpteur belge (° 14 juin 1817),
- 8 décembre : Vincent Courdouan, peintre français (° 7 mars 1810),
- ? :
  - Alice Vasselon, peintre française (° 1849),
  - Andrea Vinai, peintre italien (° 1824).